# Tajmyra
Tajmyra (rusky Таймыра) je řeka v Krasnojarském kraji v Rusku. Je 840 km dlouhá (podle jiných zdrojů 638 km). Rozloha povodí je 124 000 km². Celkový spád je okolo 28 m.

## Průběh toku
Pramení v pohoří Byrranga. Nad ústím do jezera Tajmyr se nazývá Horní Tajmyra (délka 567 km), protéká jezerem a pod ním se nazývá Dolní Tajmyra (délka 187 km). Ústí do Tajmyrské zátoky Karského moře.

## Vodní režim
Zdroj vody je převážně sněhový. Vyšší vodní stavy jsou od poloviny června do září. V zimě (listopad až květen) je průtok o 8 % menší. Průměrný průtok je 1220 m³/s. Zamrzá na konci září až na začátku října a rozmrzá na konci května až v červnu.

## Využití
Je na ní rozšířeno rybářství (síh omul, muksun, nelma, síh malý).